# Sírio-brasileiro
O sírio-brasileiro é um brasileiro de ancestralidade síria completa ou parcial, ou um sírio residente no Brasil.
Os sírios vieram para o Brasil no século XIX. A população brasileira de descendência total ou parcial de sírios é estimada pelo governo brasileiro em cerca de 3 ou 4 milhões de pessoas. De acordo com pesquisa realizada pelo IBGE em 2008, 0,9% dos brasileiros brancos entrevistados disseram ter origens familiares do Oriente Médio, o que equivale a menos de 1 milhão de pessoas. Eles são em sua maioria descendentes de libaneses e sírios.
Desde o começo da guerra civil síria, alguns sírios se refugiaram ao Brasil. Com o auxílio de ONGs, alguns sírios estão obtendo empregos ou abrindo seus próprios estabelecimentos, como restaurantes de comida árabe.